# Ras Agedir
Ras Agedir (in arabo راس اجدير‎?) chiamato anche Ras Jedir, Ras Ajdir, Ras Ejder o Ra's Ajdir, è un piccolo villaggio della Tripolitania (Libia) al confine con la Tunisia, che venne fissato nel 1910 tra la Reggenza di Tunisia (Francia) e l'Impero ottomano.
Il villaggio dista 550 km da Tunisi, 175 km da Tripoli e solo 130 km dall'Aeroporto di Gerba-Zarzis situato sull'importante isola e meta turistica tunisina di Gerba. La città libica più vicina è Zuara.
Il 12 aprile 1926 il villaggio venne visitato per la prima volta da Mussolini, che poi visitò nuovamente il villaggio assieme al governatore della Libia Italo Balbo inaugurò a Ras Agedir la Litoranea Libica, poi chiamata Via Balbia nel 1940 in onore di Balbo.
Ras Agedir è il più grande valico di confine tra Tunisia e Libia e solo nel periodo 15 febbraio al 15 marzo 2007 sono entrati in Libia dal valico ben 21.758 stranieri e 8.112 hanno lasciato Ras Agedir.
Inoltre dal 2007 è partita la costruzione della Ferrovia Libica.
In seguito alle sommosse popolari in Libia del 2011 si sono riversati dal confine, abbandonato dall'Esercito libico 40.000 profughi, poi arrivati fino a 100.000 tutti in maggioranza tunisini, algerini e egiziani che lavoravano in Libia, ma anche cinesi e vietnamiti in fuga dalla guerra civile e diretti verso le loro terre d'origine o a Lampedusa, assistiti da pochi volontari della Mezzaluna Rossa tunisina e dall'Alto commissariato delle Nazioni Unite per i rifugiati